# Rudolf Bertram
Bernhard Rudolf Bertram  (* 8. Mai 1893 in Olpe; † 1975 in Gelsenkirchen) war ein deutscher Chirurg und Gerechter unter den Völkern.

## Leben
Im März 1914 machte Bertram am Gymnasium Wipperfürth sein Abitur und begann an der Westfälischen Wilhelms-Universität in Münster ein Medizinstudium. Nach dem Kriegsdienst im Ersten Weltkrieg und anschließender Gefangenschaft promovierte Rudolf Bertram im Jahre 1922.
In der Folgezeit arbeitete er an Krankenhäusern in Köln und Elberfeld (Wuppertal) und war zehn Jahre Oberarzt am Marienkrankenhaus in Hamburg, bevor er zum St. Josef-Hospital nach Gelsenkirchen-Horst kam. Hintergrund für den Wechsel von Hamburg nach Gelsenkirchen waren Auseinandersetzungen unter den Hamburger Ärzten. Bertram wurde denunziert, dass er verleumderische Aussagen über Partei und Staat gemacht habe, wurde jedoch freigesprochen.

## Wirken
Von dem Chirurgen Rudolf Bertram, der ab 1937 das Marien-Krankenhaus in Rotthausen und das St. Josef-Hospital in Gelsenkirchen-Horst betreute, ist überliefert, dass er zusammen mit der Krankenhausfürsorgerin Ruth Theobald und der Ordensschwester Epimacha 17 Jüdinnen vor dem Abtransport nach Sömmerda in das dortige Außenlager des KZ Buchenwald rettete.
Bei den Bombenangriffen vom 11. September 1944 auf die Gelsenberg-Benzin AG in Gelsenkirchen-Horst wurden viele der Zwangsarbeiterinnen, die in das Gelsenberg-Lager, ein Außenlager des KZ Buchenwald auf dem Betriebsgelände der Gelsenberg-Benzin AG, verschleppt worden waren, getötet.
Von den Schwerstverletzten, die man anschließend in die Gelsenkirchener Krankenhäuser verbrachte, konnten insgesamt 17 Frauen vor der Gestapo gerettet werden.
Durch den selbstlosen Einsatz von Bertram und vielen weiteren Beschäftigten der Krankenhäuser erlebten diese Frauen und Mädchen ihre Befreiung im April 1945 im Rotthauser Marienhospital. Für diesen Akt der Menschlichkeit wurde Bernhard Rudolf Bertram im Jahre 1979 posthum von der israelischen Gedenkstätte Yad Vashem die Auszeichnung „Gerechter unter den Völkern“ zuteil. Bertram blieb bis zur Pensionierung im Jahr 1965 Chefarzt am St. Josef-Hospital und verstarb 1975 in Gelsenkirchen.
1996 wurde ihm zu Ehren vor dem St. Josef-Hospital in Gelsenkirchen-Horst eine Stele mit einer Gedenktafel aufgestellt, die an die Ereignisse erinnert. Eine weitere Gedenktafel befindet sich seit 2017 am „Haus Marien“ der St. Augustinus Gelsenkirchen GmbH. Der Platz vor dem Krankenhaus erhielt den Namen „Rudolf-Bertram-Platz“.